# Páros és páratlan függvények
A matematikában páros illetve páratlan függvénynek nevezzük azokat a valós függvényeket, amelyek kielégítenek bizonyos, az additív inverzzel kapcsolatos szimmetriatulajdonságokat. Különösen a hatványsorok és a Fourier-sorok vizsgálatában van nagy jelentőségük.

## Páros függvények
Páros függvénynek nevezzük egy olyan valós számhoz valós számot rendelő f függvényt, mely értelmezési tartománya minden x elemével együtt a -x elemet is tartalmazza és melyre teljesül, hogy
{\displaystyle f(-x)=f(x)\,.}
(Tehát a páros függvény „elnyeli a mínuszjelet”.)
A páros függvények grafikonját tekintve a következő geometriai tulajdonsággal jellemezhetjük őket: Pontosan azok a függvények párosak, amelyek függvénygörbéje szimmetrikus az y tengelyre (azaz az y tengelyre való tükrözés helybenhagyja őket).
Néhány példa páros függvényre:
- abs: x {\displaystyle \mapsto } |x| nyilvánvalóan páros, hiszen minden x valós számra |-x| = |x|.
- x {\displaystyle \mapsto } x2 szintén páros, mert a négyzetre emelés „eltünteti a mínuszjelet” .
- cos: x {\displaystyle \mapsto } cos x páros függvény, mert egy α szög koszinuszán a mozgó szögszár egységkörrel alkotott metszéspontjának x koordinátáját értjük, és az α illetve -α szög mozgó szögszára a kördiagramban az x tengelyre nézve tükörszimmetrikus, vagyis az egységkörrel vett metszéspontjuknak ugyanaz az x koordinátája.

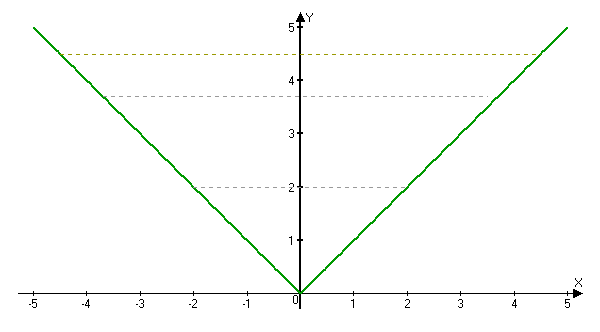
Az abszolútérték-függvény páros
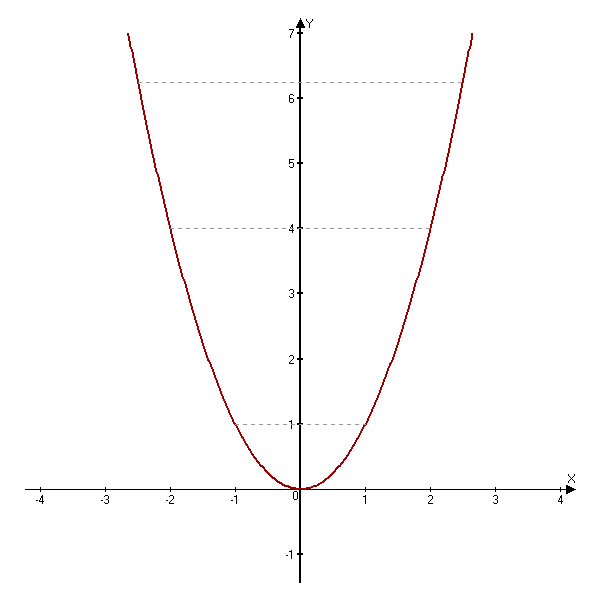
A négyzetreemelés-függvény páros
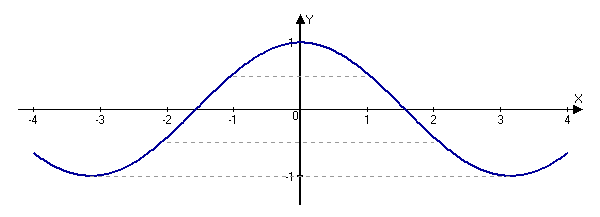
A koszinuszfüggvény páros

## Páratlan függvények
Páratlan függvénynek nevezzük azt a valós értékű f függvényt, amelyikre teljesül, hogy ha x eleme az értelmezési tartományának, akkor -x is eleme, és
{\displaystyle f(-x)=-f(x)\,.}
Geometriailag pontosan azok a függvények páratlanok, amelyek grafikonja szimmetrikus az origóra (azaz az origó körüli 180 fokos forgatás, vagyis az origóra való középpontos tükrözés helybenhagyja őket).
Néhány példa páratlan függvényre:
- x {\displaystyle \mapsto } x nyilvánvalóan páratlan.
- x {\displaystyle \mapsto } x3 is páratlan, mert (-x)3=-x3.
- sin: x {\displaystyle \mapsto } sin x szintén páratlan függvény.

| - Az identitás függvény páratlan - A köbreemelés-függvény páratlan - A szinuszfüggvény páratlan |

## Tulajdonságok
A páros és páratlan számokkal ellentétben a páros és páratlan függvények halmaza se nem diszjunkt, se nem fedik le együtt az összes függvényt. Az azonosan 0 függvény egyszerre páros és páratlan (ez az egyetlen ilyen); és számtalan olyan függvény van, ami se nem páros, se nem páratlan.
Minden függvény egyértelműen felbontható viszont egy páros és egy páratlan függvény összegére az alábbi módon:
{\displaystyle f(x)={\frac {f(x)+f(-x)}{2}}\,+\,{\frac {f(x)-f(-x)}{2}}}
Ezt a műveleti tulajdonságokkal összevetve adódik, hogy rögzített értelmezési tartomány mellett mind a páros, mind a páratlan függvények egy vektorteret képeznek a valós számok felett; és az adott értelmezési tartomány feletti függvények tere ennek a két vektortérnek a direkt összege.
A páros függvények továbbá egy kommutatív algebrát formálnak a valós számok felett. A páratlan függvényekre ez nem igaz.
A páros függvények Taylor-sorában csak páros, a páratlan függvényekében csak páratlan kitevők vannak. (Ez indokolhatja az elnevezést is.) Periodikus páros függvények Fourier-sorában csak koszinuszos, periodikus páratlan függvényekében csak szinuszos tagok vannak.

### Műveleti tulajdonságok
- Páros függvények összege és konstansszorosa (egy szóval: lineáris kombinációja) páros; páratlanoké páratlan. Páratlan és páros függvények összege azonban általában se nem páros, se nem páratlan.
- Páros függvények szorzata páros; páratlanok szorzata szintén páros. Egy páros és egy páratlan függvény szorzata páratlan.
- Páros függvények deriváltja páratlan; páratlan függvényeké páros.